# 新幹線鐵道事業部
新幹線鐵道事業部（日文：新幹線鉄道事業部）是九州旅客鐵道（JR九州）本社的鐵道事業本部管轄下之部門。部門在九州新幹線新八代車站 - 鹿兒島中央車站間通車之前已經於2003年11月1日成立。

## 事業部門地址
鹿兒島縣薩摩川内市宮崎町

## 管轄路線
九州新幹線 （新八代 - 鹿兒島中央）

## 車廠
- 川内新幹線車輛中心（主要車廠）

## 乘務員區所
- 鹿兒島新幹線運輸中心